# 窪田真優
窪田 真優（くぼた まゆ、2000年8月6日 - ）は、日本の女子バスケットボール選手である。ポジションはポイントガード。Wリーグのトヨタ紡織サンシャインラビッツ所属。

## 来歴
神奈川県出身。ナイジェリア人の父と日本人の母を持つ。
桜花学園高校でインターハイ・ウィンターカップ優勝を経験し、桐蔭横浜大進学後、4年次で3×3アジアカップ日本代表に選出される。
2023年1月、日立ハイテク クーガーズにアーリーエントリーとして加入。
2022年杭州アジア大会に出場する3×3 U23日本代表に選出された。
2024年はパリオリンピックを目指す3×3日本代表候補に選出。
2025年、トヨタ紡織サンシャインラビッツに移籍。

## 所属歴
- 桜花学園高校
- 桐蔭横浜大学
- 日立ハイテク（2023年〜2025年）
- トヨタ紡織（2025年～）

## 日本代表歴
- 2022年3×3アジアカップ